# Zinaída Serebriakova
Zinaída Yevguénievna Serebriakova (de soltera Lanceray, en ruso: Зинаи́да Евге́ньевна Серебряко́ва; Neskúchnoye, Gobernación de Kursk, 10 de diciembre de 1884-París, 19 de septiembre de 1967) fue una pintora rusa.

## Biografía

### Vida familiar
Zinaída Serebriakova nació en la hacienda de Neskúchnoye, entonces en la Gobernación de Kursk, ahora en el óblast de Járkov de Ucrania, en una de las familias más refinadas y artísticas de Rusia.
Pertenecía a la artística familia Benois, de origen francés y alemán. Su abuelo, Nicolas Benois, fue un famoso arquitecto, presidente de la Sociedad de Arquitectos y miembro de la Academia Rusa de Ciencias. Su tío, Alexandre Benois, fue un famoso pintor, fundador del grupo de arte Mir iskusstva. Su padre, Yevgueni Nikoláievich Lanceray, fue un conocido escultor y su madre, que era la hermana de Alexandre Benois, tenía predilección por el dibujo. Uno de los hermanos de Zinaída, Nikolái Yevguénievich Lanceray, fue un arquitecto de talento, y su otro hermano, Yevgueni Yevguénievich Lanceray, tuvo un lugar importante en el arte ruso y soviético como un maestro de la pintura monumental y el arte gráfico. El actor y escritor ruso-inglés Peter Ustinov era un primo lejano.

### Juventud
En 1900 se graduó en un Gimnasio femenino (equivalente a la escuela primaria o secundaria) y entró en la escuela de arte fundada por la princesa María Ténisheva. Estudió bajo la tutela de Iliá Repin en 1901, y también bajo las indicaciones del retratista Ósip Braz entre 1903 y 1905. Entre 1902-1903 pasó un tiempo en Italia, y desde 1905-1906 estudió en la Académie de la Grande Chaumière en París.
En 1905 Zinaída Lanceray se casó con su primo hermano, Borís Serebriakov, hijo de la hermana de Yevgueni, y tomó su apellido. Serebriakov se convirtió en ingeniero del ferrocarril.

### Años felices
A partir de su adolescencia, Zinaída Serebriakova se esforzó por expresar su amor por el mundo y por mostrar su belleza. Sus primeras obras, Country Girl (1906, Museo Ruso) y Orchard in Bloom (1908, colección particular), son elocuentes de esta búsqueda y de su aguda conciencia de la belleza de la tierra rusa y su gente. Estas obras son études, hechas de forma natural, y aunque ella era joven en ese momento, su extraordinario talento y audacia fueron evidentes.

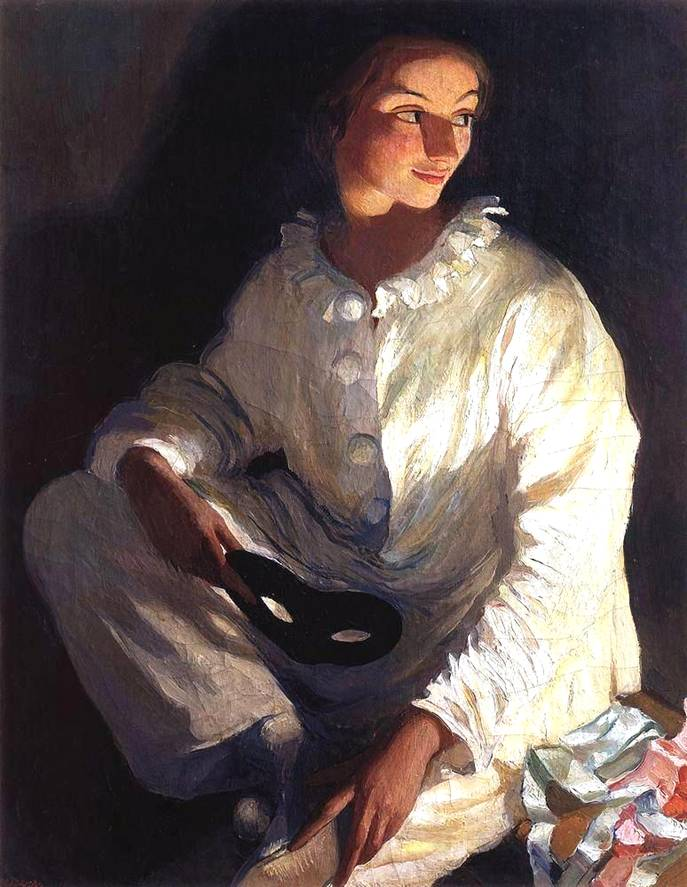
Autorretrato como Pierrot, 1911.

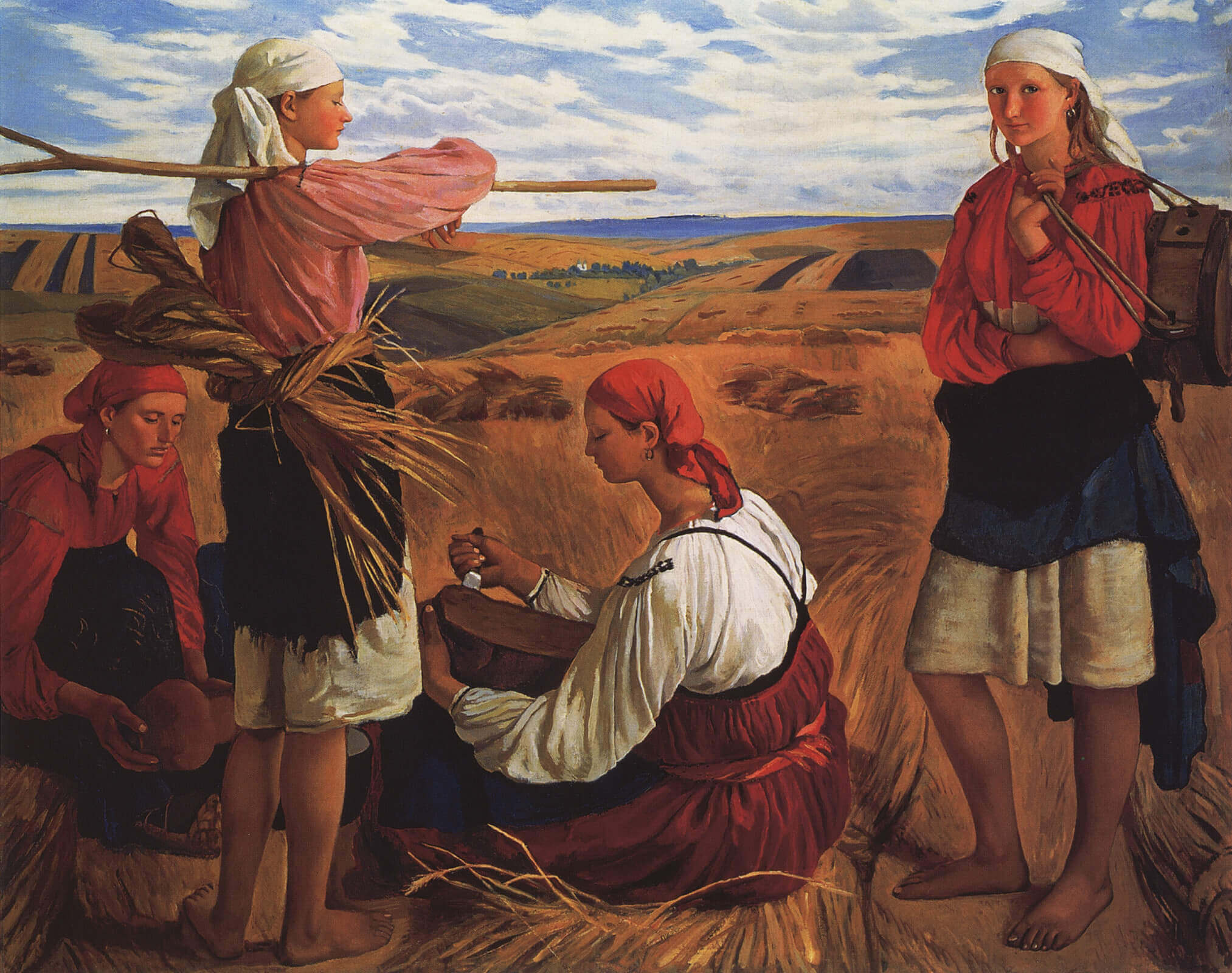
Cosecha, 1915.

El reconocimiento del público llega con Autorretrato de Serebriakova (1909, Galería Tretiakov), mostrado por primera vez en una gran exposición organizada por artistas de Rusia en 1910. El autorretrato fue seguido por Chica bañándose (1911, Museo Ruso), un retrato de Yevgueni Nikoláievich Lanceray (1911, colección particular), y un retrato de la madre de la artista, Yekaterina Lanceray (1912, Museo Ruso), obras ya maduras y estrictas en la composición. Se unió al movimiento Mir iskusstva en 1911, pero se diferenció de los demás miembros del grupo debido a su preferencia por los temas populares y por la armonía, la plasticidad y la composición de sus pinturas.
De 1914 a 1917 Zinaída Serebriakova estaba en su mejor momento. Durante estos años, produjo una serie de pinturas sobre el tema de la vida rural de Rusia, el trabajo de los campesinos y el campo rusos, que eran muy apreciados sentimentalmente por ella: Campesinos (1914-1915, Museo Ruso), Chica campesina dormida (colección particular).
La más importante de estas obras fue Blanqueando ropa (1917, Galería Tretiakov), que puso de manifiesto el talento sorprendente de Zinaída Serebriakova como artista monumental. Las figuras de las mujeres campesinas, representadas con el cielo de fondo, adquieren una monumentalidad subrayada por un horizonte bajo.
Cuando en 1916 Alexandre Benois recibió el encargo de decorar la Estación Kazanski en Moscú, invitó a Yevgueni Lanceray, Borís Kustódiev, Mstislav Dobuzhinsky, y Zinaída Serebriakova para ayudarle. Serebriakova tomó el tema de Oriente: India, Japón, Turquía y Siam se representan alegóricamente en forma de mujeres hermosas. Al mismo tiempo comenzó a hacer composiciones sobre temas de la mitología clásica, pero estas quedaron inconclusas.

### Revolución
Al momento del estallido de la Revolución de Octubre en 1917, Serebriakova estaba en su finca familiar de Neskúchnoye, y de repente cambió su vida. En 1919 su esposo Borís murió de tifus, contraído en las cárceles bolcheviques. Ella se quedó sin ninguna fuente de ingresos, y al cuidado de sus cuatro hijos y de su madre enferma. Todas las reservas de Neskúchnoye habían sido saqueadas, por lo que la familia llegó a sufrir hambre. Tuvo que renunciar a la pintura al óleo en favor de técnicas menos costosas, como carboncillo y lápiz. Este fue el momento de su pintura más trágica, Castillo de naipes, que representa a sus cuatro hijos huérfanos.
No quería cambiar el estilo popular por el futurismo preferido en el arte de la época soviética temprana, ni hacer retratos de comisarios, pero encontró trabajo en el Museo arqueológico de la Universidad de Járkov, donde hizo dibujos a lápiz de los objetos expuestos. En diciembre de 1920 se mudó al apartamento de su abuelo en Petrogrado. Después de la Revolución los habitantes de apartamentos privados se vieron obligados a compartirlos con otros habitantes adicionales, pero la suerte acompañó a Serebriakova; ella se alojó con artistas del Teatro de Arte de Moscú. Así, el trabajo de Serebriakova, durante este período, se centra en la vida teatral. También por esta época la hija de Serebriakova, Tatiana, entró en la academia de ballet y Serebriakova creó una serie de pasteles en el Teatro Mariinski.

### París

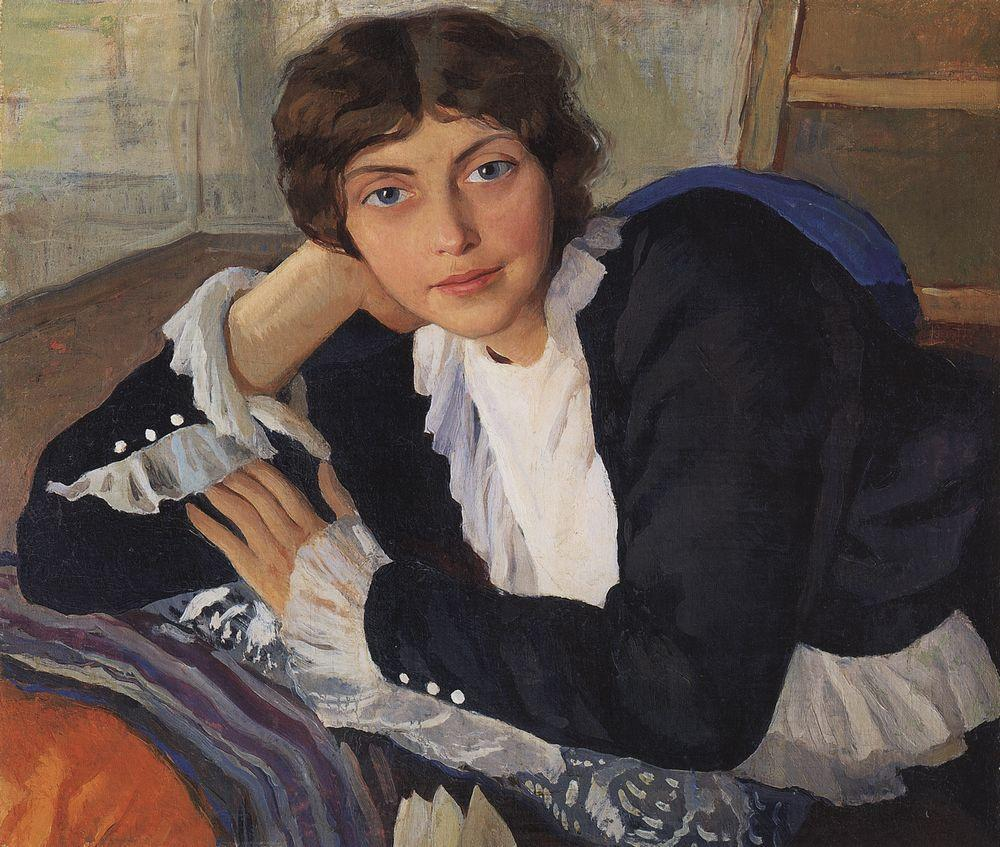
Retrato de Lola Braz, 1910.

En el otoño de 1924 Serebriakova fue a París, tras haber recibido un encargo para un mural decorativo de gran tamaño. Al finalizar este trabajo tenía la intención de volver a la Unión Soviética, donde permanecían su madre y los cuatro hijos. Sin embargo, no pudo regresar, y aunque fue capaz de llevar a sus hijos más jóvenes, Alexandre y Catalina, a París en 1926 y 1928, respectivamente, no pudo hacer lo mismo con sus dos hijos mayores, Yevgueni y Tatiana, y no los volvió a ver durante muchos años.
Después de esto Zinaída Serebriakova viajó mucho. En 1928 y 1930 viajó a África, visitando Marruecos. Estaba fascinada por los paisajes del norte de África y pintó los montes Atlas, así como las mujeres árabes y los africanos con su ropa étnica. También pintó un ciclo dedicado a los pescadores bretones. La característica sobresaliente de sus paisajes y retratos continúa siendo la propia personalidad de la artista; su amor por la belleza, ya sea en la naturaleza o en las personas.
En 1947 al fin Serebriakova adoptó la nacionalidad francesa, y no fue hasta el deshielo de Jrushchov que el Gobierno soviético le permitió reanudar el contacto con su familia en la Unión Soviética. En 1960, después de 36 años de separación forzada, finalmente se le permitió visitarla a su hija mayor, Tatiana. En este momento Tatiana también estaba trabajando como artista, pintando las escenografías del Teatro de Arte de Moscú.
Las obras de Zinaída Serebriakova se exhibieron finalmente en la Unión Soviética en 1966, en Moscú, Leningrado y Kiev, con gran éxito. Sus álbumes, vendidos por millones, se colocaron cerca de las obras de Botticelli y Renoir. Sin embargo, a pesar de que envió cerca de 200 de sus obras para ser mostradas en la Unión Soviética, la mayor parte de su obra sigue estando hoy en Francia.
Zinaída Serebriakova murió en París el 19 de septiembre de 1967, a la edad de 82 años. Está enterrada en París, en el Cementerio ruso de Sainte-Geneviève-des-Bois.